# Jiří Pick (chemik)
Jiří Pick (1. dubna 1922, Luže – 20. října 1992 Praha) byl profesorem chemie na VŠCHT. Od roku 1950 působil na VŠCHT v Praze a zabýval se termodynamikou roztoků a fázovými rovnováhami. Byl to autor či spoluautor více než 100 publikací. Mezi lety 1972 a 1990 působil jako předseda Čs. společnosti chemické. V roce 1964 byl jmenován profesorem a v roce 1975 obdržel Hanušovu medaili.